# Guillaume de Lamoignon de Blancmesnil
Pour les articles homonymes, voir Famille Potier, Potier, Blancmesnil et Malesherbes (homonymie).
Guillaume II de Lamoignon, seigneur de Blancmesnil et de Malesherbes, époux de la Marquise de Chef-Boutonne est un magistrat français né à Paris le 6 mars 1683, où il est mort le 12 juillet 1772.

## Biographie
Il est le second fils du président Chrétien François de Lamoignon et de Marie-Jeanne Voisin.
Il  fut avocat général au Parlement de Paris le 2 juin 1707, puis président à mortier au même parlement le 20 décembre 1723, puis Premier président de la Cour des aides du 9 mai 1746 à 1749.
C'était un excellent juriste, un bon esprit épris de littérature et d'histoire, irréprochable sur le plan des mœurs et de la piété et – ce qui était alors pour ainsi dire inhabituel au Parlement de Paris – insensible au jansénisme.
Il fut nommé chancelier de France (sans les sceaux, confiés peu de temps auparavant à Jean-Baptiste de Machault d'Arnouville) le 10 décembre 1750 en remplacement d'Henri François d'Aguesseau, qui avait fini par démissionner et après le refus, resté secret, d'Henri François de Paule Lefèvre d'Ormesson de recevoir cette charge, pour des raisons d'âge. La fronde parlementaire était alors à son paroxysme, et Lamoignon, loin de manquer d'autorité, comme on l'a dit, supportait difficilement ces insolences et ces coups de force permanents, et se désespérait de ne pas trouver, dans l'entourage de Louis XV, la volonté d'y tenir tête.
Soit que le Roi ait fini par se fatiguer des velléités de résistance de son chancelier, soit que celui-ci eût, comme on l'a affirmé, négligé de faire sa cour à Madame de Pompadour, on lui demanda sa démission, il la refusa et fut exilé dans son château de Malesherbes le 3 octobre 1763. Il finit par la donner cinq ans plus tard, le 14 septembre 1768, alors que plus personne ne songeait à la lui demander.
Il épouse le 13 septembre 1711, en l'église de Saint-Sulpice, Marie Louise d'Aligre (1697-1714), fille d’Etienne d’Aligre (1660-1725), président à mortier au parlement de Paris, et de Marie-Madeleine Le Peletier (1669-1702). 
Il se remarie en 1715 avec Anne Elisabeth Roujault (1692-1734), fille de Nicolas-Etienne Roujault (1662-1723), ancien intendant en Berry, Hainaut, Poitou et Normandie, et de Barbe-Madeleine Maynon (1668-1758). De cette seconde union sont issus quatre filles et un fils :
- Marie Élisabeth de Lamoignon de Blancmesnil (1716-1756), qui épouse le 3 août 1733 le comte César Antoine de La Luzerne, dont postérité ;
- Anne Nicole de Lamoignon de Blancmesnil (1718-guillotinée le 10 mai 1794 avec Madame Elisabeth, sœur du roi), qui épouse en février 1735 Jean-Antoine Olivier de Sénozan, président à la quatrième chambre des enquêtes du Parlement de Paris, dont postérité ;
- Marie Louise de Lamoignon de Blancmesnil (1719-?), qui épouse Guillaume Castanier d'Auriac, dont postérité ;
- Chrétien Guillaume de Lamoignon de Malesherbes (1721-guillotiné le 22 avril 1794) ;
- Agathe Françoise de Lamoignon de Blancmesnil (1723-1806), religieuse au couvent de la Visitation Saint-Jacques sous le nom de Marie-Élisabeth de Lamoignon.

## Résidences
- À Paris :
  - jusqu'en 1750 : Hôtel d'Angoulême Lamoignon, 24 rue Pavée (aujourd'hui Bibliothèque historique de la ville de Paris).
  - 1750-1768 : Hôtel de la Chancellerie, 13 place Vendôme (aujourd'hui ministère de la Justice).
- Château de Malesherbes à Malesherbes (actuel département du Loiret), acheté en 1718 à Alexandre d’Illiers d’Entragues.
- Château du Blanc-Mesnil.